# پوترته
پوترته (به مجاری:  Pötréte) یک منطقهٔ مسکونی در مجارستان است که در زالا واقع شده‌است.